# 卡里亚朱里乌帕齐拉
卡里亚朱里乌帕齐拉是孟加拉国內德羅戈納縣的一个乌帕齐拉，位於邁門辛专区的內德羅戈納縣。。

## 人口
據1991年孟加拉國人口普查，卡里亚朱里共有戶數12903戶，人口75801人。其中男性佔比52.31%，女性佔比47.69%；成年人口39052人。該地7歲以上人口之平均識字率為21.5%。